# Ирам

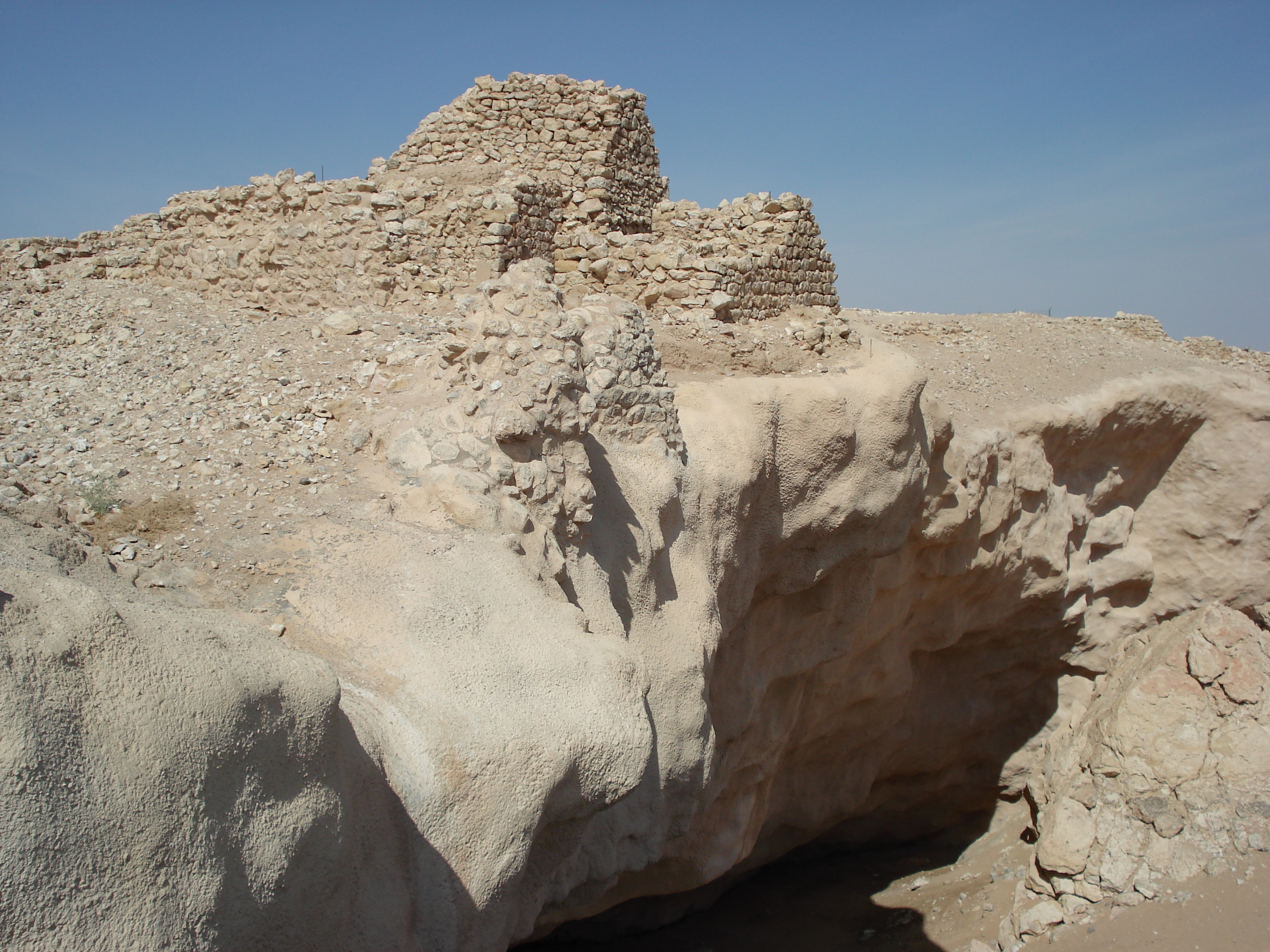
Руины на территории мухафазы Дофар в Омане.

Ира́м зат аль-има́д (араб. إرم ذات العماد‎ — «Ирам многоколонный») — древнее сооружение, город или народ, упоминаемый в Коране вместе с адитами. Ирам, воздвигнутый из драгоценных камней и металлов, был уничтожен Аллахом в наказание за ослушание пророка Худа.
Местность Вабар (Убар), т. н. «Атлантида песков» из арабской мифологии часто отождествляется с Ирамом. В 1992 году в Омане археологом-любителем Николасом Клаппом, исследователем Ранульфом Файнсом и археологом Юрисом Заринсом были обнаружены руины, которые предположительно являются останками Вабара/Ирама.

## Легенды
Считается, что Ирам был городом адитов, древних арабов (т. н. утраченные племена), обитавших на юге Аравии. Он был воздвигнут из драгоценных камней и металлов царём Шаддадом в подражание раю (джаннат). Согласно Корану, к адитам был послан пророк Худ. Они отвергли его пророчество и в наказание за это были уничтожены «ветром морозным (завывающим)», бушевавшим в течение семи ночей и восьми дней (сура 69, 6—7 аяты).
Отождествление Ирама и адитов основывается на том, что они вместе упоминаются в Коране (сура 89, аяты 6—8). Ввиду этого точная идентификация не представляется возможной. Согласно мусульманским преданиям, название Ирама связано с именем библейского Арама, сына Сима, внука Ноя, к которому возводится происхождение некоторых народов Аравии. Вероятно, под Ирамом в Коране подразумевается племя или народ, связанный с легендарными адитами. М. Б. Пиотровский предполагает, что Ирам можно отождествить с набатейским храмом ар-Рамм, расположенным на севере Аравии. Местность Вабар (Убар) из арабской мифологии, которая примыкала к стране адитов, также часто называют Ирамом.

## Попытки найти Ирам

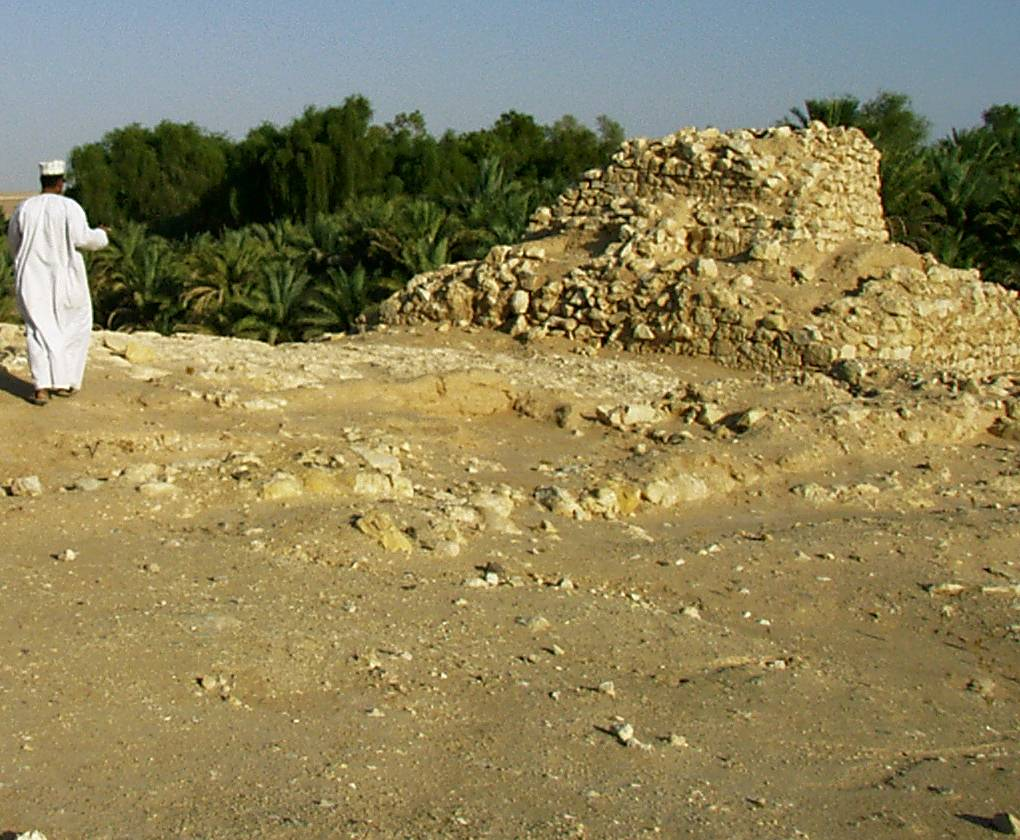
Руины, обнаруженные в ходе экспедиции Клаппа, Файнса и Заринса.

Легенды о потерянном городе подтолкнули некоторых археологов и исследователей отправиться на его поиски в пустыню Руб-эль-Хали, но ни одна из этих попыток не увенчалась успехом. В 1980-е годы американский археолог-любитель Николас Клапп на основе различных записей и карт, а также с помощью данных от НАСА, смог установить маршруты древних караванов на юге Омана, которые могли вести в Вабар. Две экспедиции при участии Николаса Клаппа, Ранульфа Файнса и Юриса Заринса, предпринятые в 1990 и 1991 годах, привели исследователей к оазису Шиср на восточной окраине Руб-эль-Хали. Вскоре на этом месте были начаты раскопки и в 1992 году были обнаружены руины, предположительно являющиеся останками древнего Вабара/Ирама.

## В культуре

### В видеоиграх
В игре Uncharted 3: Drake’s Deception, главные герои ищут затерянную Атлантиду Песков, которую они также называют Убар и Ирам.
В игре город находится в пустыне Руб-эль-Хали.

### В литературе
В Убаре происходят события приключенческого романа Джеймса Роллинса «Песчаный дьявол» (англ. Sandstorm).